# 賈巴利亞
贾巴利亚，或杰巴利耶（阿拉伯语：‎，羅馬化：Jabalya）是一座位於巴勒斯坦地區加沙地帶的城市，地處加薩以北4（2.5英里），行政上隸屬於巴勒斯坦國北加沙省。根据巴勒斯坦中央统计局的数据，2017年贾巴利亚人口为172,704人。當地受加沙地带政府统治。贾巴利亚附近有一座公元8世纪的大型墓地。